# Sc (dwuznak)
Sc – dwuznak lub zapis dwugłoskowy występujący w języku włoskim. 

## Użycie
Jest dwuznakiem występującym przed samogłoskami e, i.

### Sc jako sz
Jako dwuznak oznacza dźwięk polskiego sz. W międzynarodowym alfabecie fonetycznym oznaczany jest znakiem [ʃ]. Zapisuje się go przed literami e, i, natomiast przed a, o, u, rzadziej e (np. w słowie scienza, wym. szenca – nauka) występuje pod postacią trójznaku sci. Pełni także funkcję dwuznaku w słowie sciare (wym. szi·a·re) – jeździć na nartach, gdyż wymowa brzmi [ʃiˈa:re]. W przypadku tego słowa, sci nie jest trójznakiem.

### Sc jako sk
Przed a, o, u, nie jest dwuznakiem i oznacza dźwięk [sk], natomiast przed e, i zapisuje się go pod postacią znaku sch, lecz w odróżnieniu od języka niemieckiego nie pełni funkcji trójznaku.